# Joseph Merrick
Joseph Carey Merrick (5 de agosto de 1862 – 11 de abril de 1890), cidadão inglês, ficou conhecido como "Homem Elefante" por causa da sua aparência física causada por uma doença congênita. A sua condição granjeou-lhe a afeição da Grã-Bretanha vitoriana.

## Biografia
Joseph Merrick era filho de Mary Jane Potterton e Joseph Rockley Merrick. Devido a um erro de Sir Frederick Treves no seu livro The Elephant Man and Other Reminiscences ("O Homem Elefante e Outras Reminiscências"), Merrick é algumas vezes chamado John Merrick. Era o mais velho de três filhos, seguindo-se-lhe um irmão e uma irmã. Na sua nota autobiográfica, que aparecia no verso do panfleto do seu show de aberrações, Merrick conta que a sua deformidade começou a desenvolver-se aos três anos de idade, sob a forma de pequenas calosidades do lado esquerdo do corpo. A mãe morreu quando ele tinha 10 anos. De acordo com relatos familiares, a mãe também possuía deficiência física. O pai casou-se novamente, mas a madrasta rejeitou o jovem Joseph. Forçado a sobreviver vendendo quinquilharias nas ruas, Joseph Merrick era constantemente humilhado e atormentado pelas crianças das redondezas. Impossibilitado de levar dinheiro para casa e cansado de lutar contra a madrasta, partiu.
Tendo ido parar duas vezes ao abrigo de Leicester Union, em Leicester, Joseph não conseguiu arranjar emprego durante a maior parte da sua vida. Em 29 de agosto de 1884, aos 22 anos, conseguiu um emprego de figurante num circo, onde foi tratado de forma decente e conseguiu juntar uma considerável quantia. A certa altura da sua carreira no circo, foi exibido na parte de trás de uma loja abandonada na Mile End Road, em Londres (hoje chamada London Sari Centre), onde o médico Frederick Treves o viu. Segundo o próprio escreveu mais tarde no seu livro de memórias, Treves deu a Joseph Merrick um cartão, caso este quisesse submeter-se a um exame médico. Os dois homens seguiram então caminhos separados. Quando os shows de aberrações foram proibidos por lei no Reino Unido, em 1886, Joseph partiu, em busca de emprego, para a Bélgica, onde foi maltratado e abandonado por um empresário do ramo de espetáculos, que ainda lhe roubou as economias, num total de 50 libras (cerca de 3 900 libras em valores de 2007).
De regresso a Londres, Joseph, sem querer, causou um tumulto na estação ferroviária de Liverpool. Devido à grave bronquite de que sofria, mal conseguia falar, ao que se juntavam os movimentos difíceis por causa das deformidades. Entretanto, havia guardado o cartão de Treves, que foi contactado pela polícia e lhe arranjou um quarto permanente no Hospital de Londres, onde trabalhava. Com essas novas condições, Joseph começou a fazer progressos.
Joseph Merrick tornou-se uma espécie de celebridade na alta sociedade vitoriana. Alexandra da Dinamarca – mais tarde Princesa de Gales por se ter casado com Alberto Eduardo, príncipe herdeiro do Reino Unido, e, por fim, rainha consorte – interessou-se por Joseph, levando outros membros da classe alta a compartilhar desse interesse. Joseph acabou por se tornar amigo da rainha Vitória. Treves comentou, tempos depois, que Joseph, apesar de bem tratado no Hospital de Londres, sempre desejou ir para um hospital de cegos, onde poderia encontrar uma mulher a quem a sua aparência não repugnasse. Nos seus últimos anos de vida, encontrou algum conforto em escrever e visitar outras zonas do país.
No verão de 1887, Joseph passou algumas semanas em Northamptonshire. Foram tomadas medidas especiais para a sua viagem, numa carruagem com as janelas totalmente cobertas para evitar olhares curiosos. Joseph apreciou bastante este tempo longe da área urbana de Londres, fez muitos amigos e colheu flores selvagens, que trouxe para a capital. Visitou a região novamente em 1888 e 1889.
Joseph esteve sob os cuidados do Hospital de Londres até à sua morte, no dia 11 de abril de 1890, aos 27 anos de idade. Numa tentativa de imitar o comportamento normal, Joseph ter-se-á talvez reclinado para dormir, causando assim um deslocamento acidental do pescoço, que não suportava o peso da cabeça durante o sono. A extrema-unção foi-lhe ministrada por Wynne Edwin Baxter, que havia ganhado notoriedade por ter cuidado de várias vítimas assassinadas por Jack o Estripador, em 1888.
O esqueleto de Joseph Merrick foi preservado e exposto durante algum tempo no Hospital Real de Londres. Hoje, resta um pequeno museu sobre a sua vida, com registos da vida de Joseph Merrick.

## Condição médica
Em 1971, o antropólogo Ashley Montagu sugeriu no livro The Elephant Man: A Study in Human Dignity que Joseph sofria de neurofibromatose tipo I, um transtorno genético também conhecido como doença de von Recklinghausen. Em 1986, foi postulado que Joseph Merrick sofria na verdade da síndrome de Proteus, previamente diagnosticada pelo médico Michael Cohen em 1979. Diversamente da neurofibromatose, a síndrome de Proteus — assim denominada em alusão a Proteu, deus entalhador das formas —, afeta tecidos ao invés de nervos e é transmitida esporadicamente, e não pela transmissão genética usual.
Em junho de 2001, Paul Spiring propôs na revista Biologist um novo diagnóstico para Joseph Merrick, que teria sofrido de uma combinação de neurofibromatose tipo I e síndrome de Proteus. Esta teoria foi reforçada por Peter Evans, então correspondente científico de The Daily Telegraph, no artigo intitulado Two wrongs don't make a right — until someone joins them up… ("Dois erros não produzem um acerto — até que alguém os junte…"), de 14 de junho de 2001. Esta teoria serviu também de base para um documentário produzido pelo canal de TV Discovery Health, lançado em 21 de julho de 2003. Entretanto, testes de DNA conduzidos pelo Dr. Charis Eng em amostras de cabelo e ossos de Joseph não mostraram mutações no gene PTEN (presente apenas em alguns portadores da síndrome de Proteus). Portanto, não há ainda prova definitiva de que Joseph Merrick sofria da síndrome de Proteus.
Em 2002, um grupo de investigadores e genealogistas transmitiu pela BBC um apelo para traçar a linha genealógica de Joseph Merrick, tendo-se descoberto que Pat Selby, residente em Leicester, era neta de um tio dele. A análise do DNA desta prima-sobrinha revelou que a irmã de Joseph Merrick, Marion Eliza, que morrera aos 23 anos de uma grave intoxicação alimentar, sofria de mielite.

### Auto-imagem
A condição de Joseph afetou enormemente as suas relações sociais e a visão de si mesmo:

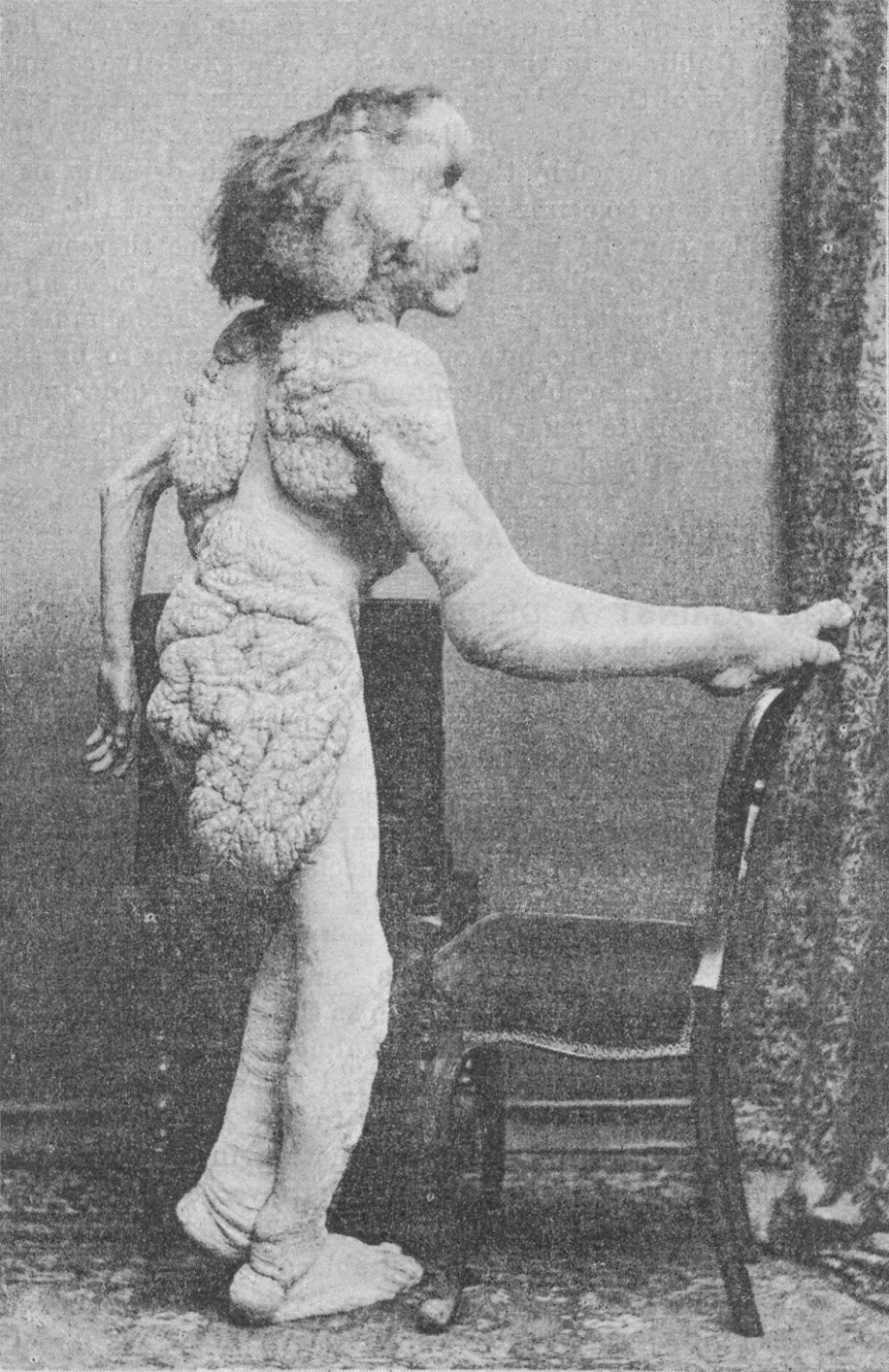
Joseph Merrick em 1888.

| “ | De facto, a minha aparência é algo medonha, mas censurar-me é censurar a Deus. Pudesse eu recriar-me novamente, não te decepcionaria. Pudesse eu abarcar o mundo de polo a polo ou abraçar o oceano num amplexo, seria medido pela minha alma, a base da mente do homem. | ” |

## Família
Sabe-se muito pouco sobre a família de Joseph Merrick. Recebeu o nome em homenagem a seu pai, Joseph Rockley Merrick (março de 1838 – 30 de janeiro de 1897), que era filho de Sarah Rockley, terceira esposa de Barnabas Merrick (23 de agosto de 1792 – 12 de abril de 1856). Conta-se que Joseph-pai se casou com a "aleijada" Mary Jane Potterton em 29 de dezembro de 1861.
Joseph era o filho mais velho do casal. Em seguida, nasceu o irmão William Arthur (8 de janeiro de 1866) e, por fim, a irmã, Marion Eliza (28 de setembro de 1867). William morreu de escarlatina em 21 de dezembro de 1870, aos 4 anos de idade. Marion Eliza, deficiente de nascença, viveu até aos 23 anos, morrendo em 19 de março de 1891.
Mary Jane morreu de pneumonia bronquial a 19 de maio de 1873, tinha o pequeno Joseph 10 anos de idade. Joseph-pai casou-se a 3 de dezembro de 1874 com Emma Wood Antill, que logo o convenceu a correr com o filho deformado.

## Erro no nome
As primeiras biografias de Joseph Merrick publicaram erroneamente o seu nome como "John", o que se repetiu em várias versões posteriores, inclusive no filme The Elephant Man, de 1980. O erro propagou-se, porque muitos dos primeiros trabalhos — incluindo o próprio The Elephant Man: A Study in Human Dignity de Ashley Montagu, e Very Special People de Frederick Drimmer — utilizaram como fonte de pesquisa as memórias de Sir Frederick Treves, escritas muitos anos antes do seu primeiro contacto com Joseph Merrick. Treves anotou o nome próprio de Merrick como "John" e os que se lhe seguiram perpetuaram o erro, embora de boa fé. O livro de Montagu inclui num apêndice um documento do Dr. F.C. Carr Gomm, escrito pouco tempo depois da morte de Joseph Merrick, onde este é identificado como "Joseph". Montagu considerou que se tratou de um erro de Gomm.
O filme From Hell, de 2001, contém uma referência bem-humorada à confusão histórica: Merrick aparece numa cena, é apresentado corretamente pelo interlocutor como "Joseph Merrick" e um espectador "corrige-o" gritando "é John Merrick!". Esta confusão foi recorrente durante os séculos XIX e XX.

## Na cultura popular
Após a publicação do livro de Montagu, Joseph Merrick voltou a ganhar atenção popular por volta de 1980, quando surgiram duas grandes produções sobre ele. A história da sua vida serviu de base para a peça The Elephant Man, onde Joseph foi inicialmente interpretado por Philip Anglim e em seguida por David Bowie. No ano seguinte, foi lançado o filme The Elephant Man, onde Joseph é interpretado por John Hurt e dirigido por David Lynch. No mesmo ano, foi ainda escrito um livro por Christine Sparks. Cada uma destas produções aborda a história de forma diferente. Em 1982, a peça foi veiculada como filme na TV.
Na maioria das produções, o ator que interpreta Joseph Merrick não é sujeito a caracterização, apenas imitando os seus movimentos e deixando a audiência imaginar as suas deformidades.
A banda Mastodon compôs várias peças musicais sobre Joseph Merrick.